# Stenolophus quenseli
Stenolophus quenseli är en skalbaggsart som beskrevs av Carl Johan Schönherr. Stenolophus quenseli ingår i släktet Stenolophus och familjen jordlöpare. Inga underarter finns listade i Catalogue of Life.